# 6 Dywizja Kawalerii (austro-węgierska)
6 Dywizja Kawalerii niem. 6. Kavalleriedivision (6 DK) – wielka jednostka kawalerii Cesarskiej i Królewskiej Armii.
W strukturze organizacyjnej armii austro-węgierskiej dywizja podlegała bezpośrednio Naczelnemu Dowództwu (niem. Armeeoberkommando – AOK), wchodząc w skład korpusu armijnego.
W 1914 dowódcą dywizji był feldmarschalleutnant Oskar Wittmann. W latach 1903–1908 szefem intendentury dywizji był intentent wojskowy Edward Pöschek, natomiast w latach 1904-1908 szefem sanitarnym dywizji był lekarz sztabowy Tadeusz Zapałowicz.

## Skład w sierpniu 1914 roku
- Dowództwo 6 Dywizji Kawalerii w Jarosławiu
- 5 Brygada Kawalerii w Jarosławiu
- 14 Brygada Kawalerii w Rzeszowie
- 10 Dywizjon Artylerii Konnej w Jarosławiu
- Oddział Karabinów Maszynowych[2]